# Les Larmes de madame Wang
Pour plus de détails, voir Fiche technique et Distribution.
Les Larmes de madame Wang (哭泣的女人, Kū qì de nǔ rén) est un film chinois réalisé par Liu Bingjian, sorti en 2002.

## Synopsis
La mari de madame Wang est arrêté pour dettes de jeu et elle doit quitter Pékin. Elle retourne dans sa ville natale dans le Guizhou, accompagnée d'une fillette abandonnée. Là-bas, son ancien petit ami Youming, lui conseille de devenir pleureuse professionnelle lors des cérémonies funéraires. Les affaires débutent mal mais elle commence à acquérir une véritable renommée.

## Fiche technique
- Titre : Les Larmes de madame Wang
- Autre titre : La Pleureuse
- Titre original : 哭泣的女人 (Kū qì de nǔ rén)
- Réalisation : Liu Bingjian
- Scénario : Deng Ye et Liu Bingjian
- Musique : Dong Liqiang
- Photographie : Xu Wei
- Montage : Zhou Ying
- Production : Jason Chae, Ellen Kim et Michel Reilhac
- Société de production : Asparas Films, Flying Tiger Pictures, MBC Productions, Mirovision, Mélange Productions et iPictures
- Pays :  Corée du Sud,  France,  Canada et  Chine
- Genre : comédie dramatique
- Durée : 90 minutes
- Dates de sortie : 
  -  France : 19 mai 2002 (festival de Cannes), 26 mars 2008

## Distribution
- Li Longjun
- Liao Qin
- Wei Xingkun
- Wen Ging
- Zhu Jiayue

## Distinctions
Le film a été présenté dans la sélection Un certain regard du festival de Cannes 2002 et a reçu le prix Netpac au festival international des cinémas d'Asie de Vesoul.